# Dimitrije Nikolajević Darvar
Dimitrije Nikolajević Darvar, magyarosan Darvar Miklós Döme (Zimony vagy Kliszura – Bécs, 1825) író.

## Élete
Zimonyi származású (mások szerint Klissurában született), Bécsben élt és ott halt meg. Könyveit végrendeletileg a tanulók közti szétosztásra hagyományozta. Sokat írt görög nyelven. I. Sándor orosz cár gyémántgyűrűvel tisztelte meg.

## Munkái
Kevita Tivejskago Ikona. Buda, 1799. (Keresztény tükör. Görögből ford.)
Többi munkáit, melyek Bécsben jelentek meg, fölsorolja Schafarik.